# Explorer űrrepülőgép
Az Explorer űrrepülőgép teljes körű mása a Space Shuttle-nek. Az Explorer belső raktere, pilótafülkéje is az eredeti űrrepülőgépéhez hasonló. Biztonsági kábelekkel van rögzítve. Az Explorer közelében található egy külső üzemanyagtartály, két ráerősített szilárd hajtóanyagú gyorsító rakétával, amelyek szintén nem igaziak. Az űrrepülőgép a Kennedy űrközponti látogatókomplexumban található, ahol elérhető a turisták számára.

## Galéria

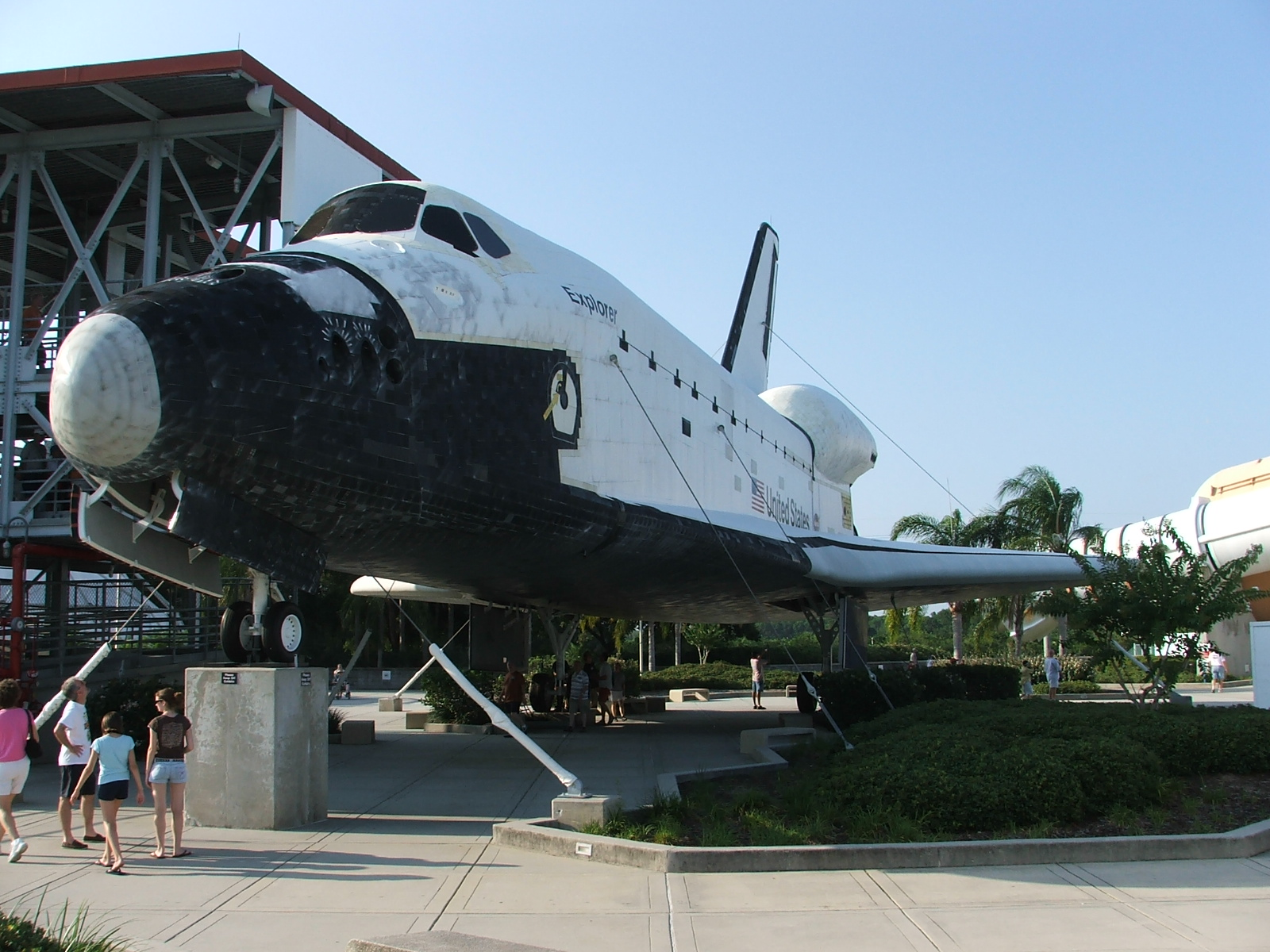
Az Explorer űrrepülőgép a Kennedy Űrközpontban
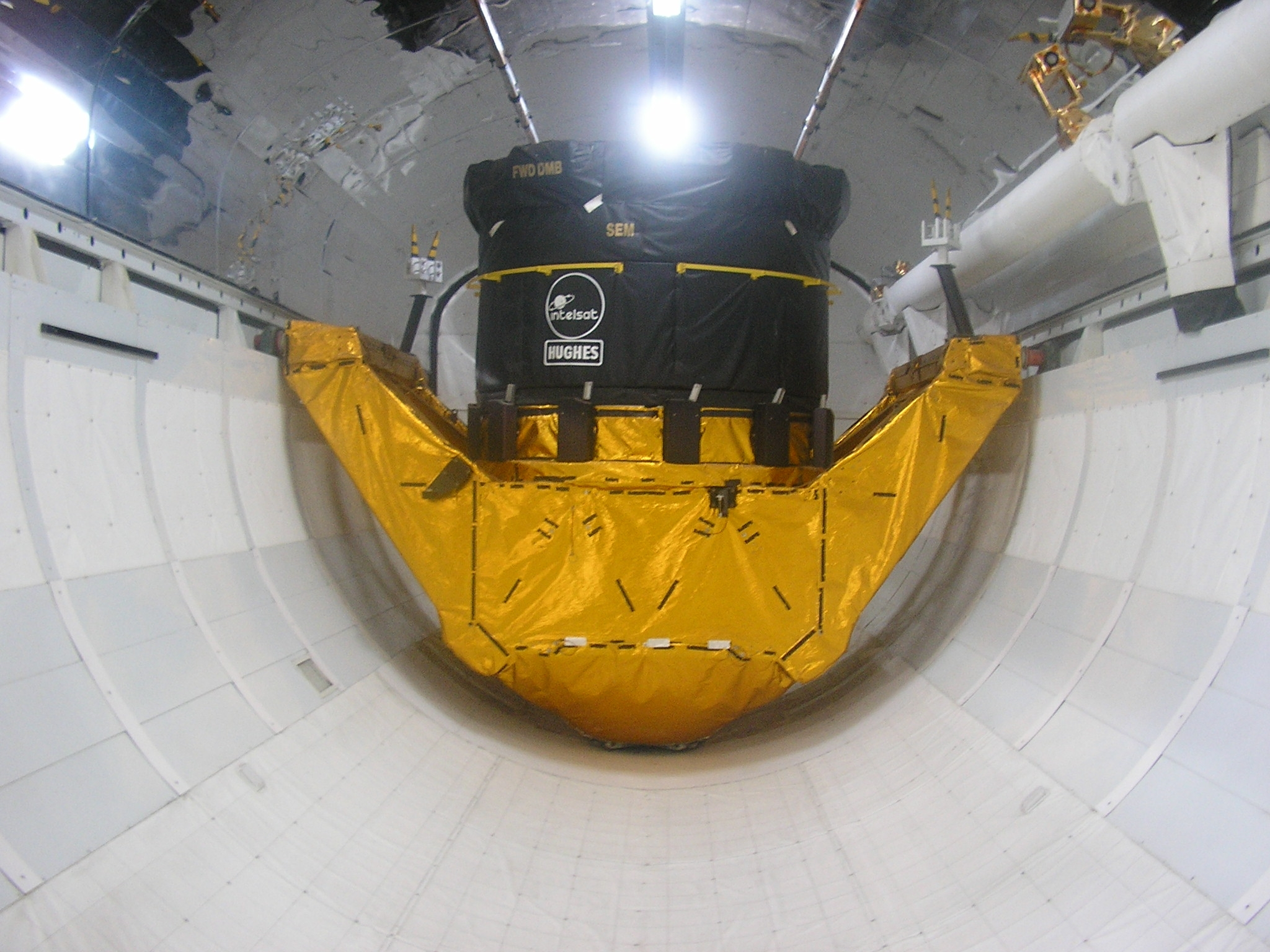
Az Explorer belseje egy Hughes kommunikációs műhold makettjével

## Kapcsolódó szócikk
Pathfinder űrrepülőgép